# Sexto Doctor
El Sexto Doctor es la sexta encarnación del protagonista de la longeva serie británica de ciencia ficción de la BBC Doctor Who. Fue interpretado por Colin Baker. Aunque su tiempo en televisión fue en comparación breve y turbulento, Baker ha continuado interpretando al Sexto Doctor en la serie de audioaventuras de Big Finish Productions.
En la narrativa de la serie, el Doctor es un alienígena de siglos de edad de la raza de los Señores del Tiempo del planeta Gallifrey que viaja en el tiempo y el espacio en su TARDIS, frecuentemente con acompañantes. Cuando el Doctor es herido mortalmente, puede regenerar su cuerpo; al hacerlo cambia su apariencia física y su personalidad.
El vestuario descompasado, atrevido y de colores vivos, y la personalidad despótica del Sexto Doctor le apartaban de todas sus encarnaciones anteriores, en ocasiones volviendo a la personalidad irascible y desconfiada de los primeros tiempos del Primer Doctor.
El Sexto Doctor apareció en tres temporadas. Su primera aparición fue en el episodio final de The Caves of Androzani donde se vio la regeneración del Quinto Doctor, y después en el siguiente serial, The Twin Dilemma, el último de esa temporada. La era del Sexto Doctor se vio marcada por la decisión del supervisor de la BBC Michael Grade de poner la serie en un descanso de 18 meses entre las temporadas 22 y 23, con una sola historia nueva de Doctor Who, Slipback, emitida en radio durante el descanso, emitida en 6 partes de 10 minutos cada una en BBC Radio 4 del 25 de julio al 8 de agosto de 1985, como parte de un programa infantil llamado Pirate Radio Four. Colin Baker había firmado para cuatro años, al igual que el anterior actor Peter Davison se había ido tras solo tres años.
Antes de ser postpuesta, la temporada 23 ya estaba bastante avanzada, con episodios ya en borrador y al menos en un caso ya distribuidos al reparto y la producción. Junto a The Nightmare Fair, The Ultimate Evil, Mission to Magnus y Yellow Fever and How to Cure It, las restantes historias aún estaban siendo producidas en formato de episodios de 25 minutos cuando se postpusó la temporada. Todos ellos fueron desechados cuando se rediseñó la temporada a mediados de 1985 para hacer una sola historia de 14 episodios titulada The Trial of a Time Lord.
El Sexto Doctor también apareció en el especial Dimensions in Time. También hay novelas y audioteatros suyas. Un dibujo del Sexto Doctor se pudo ver en el diario de John Smith en el episodio de la nueva serie Human Nature. Extractos holográficos del Sexto Doctor aparecen en The Next Doctor y The Eleventh Hour.

## Biografía
La regeneración del Sexto Doctor era al principio inestable, y estuvo a punto de estrangular a Peri antes de recuperar la cordura. Dándose cuenta de lo que había estado a punto de hacer, inicialmente consideró llevar una existencia ermitaña en el planeta Titan 3, solo para verse atrapado en los eventos del planeta Jocanda, tras lo cual continuó sus viajes (The Twin Dilemma). Se encontró con muchos de sus viejos enemigos, incluyendo El Amo, los Daleks, los Cybermen y los Sontarans, e incluso compartió una aventura con el Segundo Doctor. También conoció a una Señora del Tiempo renegada científica, la Rani, que estaba realizando experimentos en humanos usando las protestas ludistas como tapadera.
Después, el Doctor y Peri aterrizaron en el devastado planeta Ravolox, que descubrieron que era la Tierra, que se había movido a través del espacio con consecuencias catastróficas. Antes de que pudieran descubrir la razón de este desastre, la TARDIS aterrizó en Thoros Beta. Lo que pasó allí en realidad no está claro todavía, pero los datos sugieren que Peri fue asesinada tras ser usada cruelmente como sujeto de experimentos de trasplantes de cerebros, y el Doctor fue apartado del tiempo a una estación espacial de los Señores del Tiempo, donde fue puesto a juicio por segunda vez por su propia raza. En realidad, el juicio era una tapadera organizada por el Alto Consejo. Una raza de Andrómeda había robado los secretos de los Señores del Tiempo y se había escondido en la Tierra, así que para protegerse a sí mismos, los Señores del Tiempo habían movido la Tierra en el espacio, quemando la superficie en una masiva bola de fuego, y convirtiéndolo en Ravolox. El fiscal en ese juicio, El Valeyard, mostró que era de un posible futuro, una encarnación diabólica del propio Doctor que había decidido robar las vidas que le quedaban. También había editado las grabaciones de la matriz de los viajes del Doctor. En realidad, Peri había sobrevivido en Thoros Beta. Los eventos del juicio alteraron la línea temporal del Doctor ligeramente, ya que se fue en compañía de Mel, a quien técnicamente aún no había conocido. (Originalmente, esto era una idea del entonces productor, que tenía planeado explicar en la siguiente temporada).
Los eventos posteriores al juicio no aparecen en la serie de televisión, pero son cubiertos en varios medios derivados, aunque su canonicidad no está clara. En la novela The Time of Your Life, se cuenta que el Doctor se impuso un autoexilio para evitar convertirse en el Valeyard. Fue atraído de nuevo a los viajes, irónicamente por los Señores del Tiempo, y reclutó a Grant Markham como acompañante. Aunque estaba de viaje otra vez, aún evitó conocer a Mel y reclutó a otros acompañantes como la conferenciante de historia Evelyn Smythe y Charley Pollard. Al final se encuentra con Mel por accidente durante los eventos de la novela de BBC Books Business Unusual y acepta su destino una vez que ella se mete de polizona en la TARDIS.
Cuando la TARDIS fue atacada por su vieja enemiga, la Rani, el Sexto Doctor tuvo algún tipo de herida mortal y se regeneró en el Séptimo Doctor; la causa exacta de la regeneración, sin embargo, jamás fue revelada en pantalla. Según la novela de BBC Books Spiral Scratch de Gary Russell, el Sexto Doctor ya estaba muriendo o regenerándose antes de que la Rani capturara la TARDIS. La novela no oficial Time's Champion de Carig Hilton y Chris McKeon da un relato diferente de los eventos que llevaron a la regeneración del Sexto Doctor. Time's Champion, que fue publicada para caridad, dice que los ventos de Spiral Scratch son en realidad la creación de una línea temporal alternativa del Sexto Doctor en su primer acto como el campeón del Tiempo, para salvar a Mel de la crisis del Dios de los Señores del Tiempo, la Muerte. El Sexto Doctor, a través del circuito telepático de la TARDIS, forza su propia regeneración y dirige la nave hacia Lakertya, iniciando los eventos de Time and the Rani. Las últimas palabras del Sexto Doctor serían "¿Quieres que me convierta en un Dios?" Cuando la novela de los escritores Pip y Jane Barker intentó explicar la regeneración muchos estuvieron descontentos con el resultado. De esta forma ha habido muchas explicaciones para la regeneración. La serie de Virgin New Adventures sugiere que de alguna forma el Séptimo Doctor mató al Sexto para no convertirse en el manipulador y estratega que su regeneración siguiente fue, por su miedo a convertirse en el Valeyard. La novela de BBC Books Spiral Scratch ofrece otra explicación en la que el Sexto Doctor murió como resultado del drenaje de su energía temporal en un enfrentamiento con una poderosa entidad pandimensional antes de ser atacado por el rayo de la Rani.

## Personalidad
El Sexto Doctor era un petulante egoísta e impredecible, cuyo llamativo atuendo multicolor reflejaba su personalidad volátil. Era a la vez prodigioso y elocuente, incluso para ser el Doctor - de quien se veía a sí mismo la mejor encarnación - y su impredecibilidad parecía más salvaje por sus cambios de humor, su comportamiento maníaco, sus arrebatos rimbombantes y su ingenio imperturbable y simplista. Su personalidad a veces se mostraba sobreactuadamente fatalista.
El Sexto Doctor confiaba casi supremamente en sus habilidades y no soportaba agradablemente a los tontos; a veces parecía que estuviera soportando la presencia de Peri en lugar de apreciarla, y su complejo de superioridad se extendía a casi cualquiera que se encontrara. Su intelento era comparable a su ego; por ejemplo, el Sexto Doctor fue el único que logró reparar y utilizar el Circuito Camaleónico de la TARDIS, permitiéndole cambiar de forma para adaptarse al entorno en lugar de tener la constante apariencia de la cabina de policía (aunque la propiedad de la apariencia de la TARDIS en relación con el entorno fuera prácticamente nula) en Attack of the Cybermen. Sin embargo, no solo su arrogancia melodramática y su cáustica acabaron disminuyendo, sino que se vio que realmente escondían el hecho de que su encarnación retenía el fuerte sentido de la moral y la empatía de su encarnación anterior, como se vio en Revelation of the Daleks, cuando mostró gran compasión por un mutante moribundo; y The Trial of a Time Lord, donde mostró ira hacia su propio pueblo por tomar parte en la trama que provocó la muerte de la mayor parte de la población de la Tierra. Bajo su fachada fanfarrona, estaba más determinado que nunca en su batalla universal contra el mal, poseía una tenecidad y un deseo de hacer lo correcto que era mucho más visible que nunca antes. A pesar de su comportamiento normalmente inestable, siempre estaba dispuesto a actuar cuando era necesario, y muy pocos, ni siquiera sus acompañantes, podían hacer nada para ponerse en su camino. 
Su condescendencia hacia el universo a su alrededor también se extendía hacia sus acompañantes, especialmente a Peri. Mientras su uso de la violencia hacia sus enemigos y su relación abrasiva con Peri fueron criticadas por los fanes, empleaba la violencia casi siempre en defensa propia, y su relación con Peri se dulcificó bastante cuando el programa regresó de su descanso para la temporada 23, The Trial of a Time Lord.
Era bien conocido su cariño a los gatos, y siempre llevaba una serie de pins o broches con forma de gato en la solapa de su abrigo de parches, diciendo que era el último grito en un planeta lejano.
Los eventos que rodearon la producción de Doctor Who a mediados de los ochenta provocaron que el tiempo del Sexto Doctor fuera cortado, y por mucho tiempo Colin Baker tuvo el estigma de ser el Doctor "antipático".
El regreso del Sexto Doctor en la serie de audiodramas de Big Finish Productions, con voz de Baker, lograron cambiar esta impresión, con un Sexto Doctor más calmado, ingenioso y en conjunto feliz, explicado en la historia por la influencia de la acompañante Evelyn Smythe. En una encuesta de 2001 de Doctor Who Magazine, Baker fue votado el "mejor Doctor" de la serie de audio.

## Vestuario
Colin Baker quería que su Doctor vistiera de negro, específicamente terciopelo negro, para reflejar la personalidad oscura de su personaje. El productor John Nathan-Turner, por el contrario, eligió un vestuario deliberadamente de mal gusto, con llamativos colores chillones (más tarde descritos por Colin Baker como "una explosión en una fábrica de arcoíris"). También retuvo los signos de interrogación en el cuello de la camiso, añadidos por Nathan-Turner al vestuario de Tom Baker en 1980 y presentes también en el de Peter Davison. Colin Baker añadió una medalla con forma de gato al conjunto.
El vestuario en sí mismo, sin embargo, consiste en un abrigo largo rojo, con parches verdes y solapas amarillas y rosas. El Doctor siempre llevaba su camisa blanca con signos de interrogación en el cuello. También había variantes del chaleco y la corbata - la primera y más reconocida es la del chaleco marrón con la corbata de punto de color turquesa. El chaleco se cambió después por otro de color rojo, en la siguiente historia la corbata se hizo roja. Una encarnación fuera de pantalla del Doctor llevaría una corbata amarilla con estrellas y un chaleco azul y verde. Sus pantalones eran amarillos con tayas, y su calzado favorito era un par de botines verdes y negros con polainas naranjas. Siempre llevaba una medalla de gato, pero hubo muchas medallas diferentes a lo largo del tiempo, muchas basadas en la del propio Baker. Sin embargo, la más recordada es la medalla simple con un gato blanco, no basada en ningún gato particular sino genérica.
En años recientes, se ha hecho popular una variación del vestuario en color azul. Este traje se usó en el webcast Real Time, ya que los colores vivos del diseño original eran demasiado difíciles de animar. También se ha usado en la carátula de algunos de los numerosos audiodramas de Big Finish Productions. Irónicamente, uno de los pocos requerimientos que tenía el diseñador del vestuario de Baker en televisión, es que no tuviera ninguna parte en azul, ya que esto interferiría con algunos de los efectos especiales de la serie. (Sin embargo, la corbata usada entre The Twin Dilemma y Revelation of the Daleks era turquesa y el chaleco en Terror of the Vervoids tenía partes azules).

## Estilo de historias
La temporada 22 suscitó críticas por su contenido violento. Coincidió que se usó el tema de la tortura como diversión en la historia Vengeance on Varos. Tras el descanso de 18 meses, la temporada 23 vio una reducción del número de episodios, y el serial de 14 partes The Trial of a Time Lord fue visto por algunos fanes como un reflejo de que la propia serie estuvo "a juicio" todo ese tiempo.